# 21 Avril (expression politique)
Pour les articles homonymes, voir 21 avril et Vingt-et-Un-Avril.
En France, dans le domaine politique, l'expression « 21 Avril » est utilisée pour évoquer le dimanche 21 avril 2002, date du premier tour de l'élection présidentielle française de 2002. Celle-ci vit la qualification du président sortant Jacques Chirac (RPR) et de Jean-Marie Le Pen (FN) pour le second tour, devant le Premier ministre Lionel Jospin (PS), pourtant favori des sondages.
L'expression « 21 Avril » désigne depuis lors l'élimination éventuelle, lors d'une élection présidentielle, du candidat principal de la gauche ou de la droite, au profit du candidat du Front national ou, plus génériquement, d'un troisième candidat considéré comme moins favori. Elle est souvent employée, comme symbole rhétorique, afin d'appeler au « vote utile », c'est-à-dire à ne pas choisir au premier tour un candidat qui ne peut pas l'emporter au deuxième tour, selon les sondages.

## Le choc du 21 avril 2002

### Le Pen au second tour

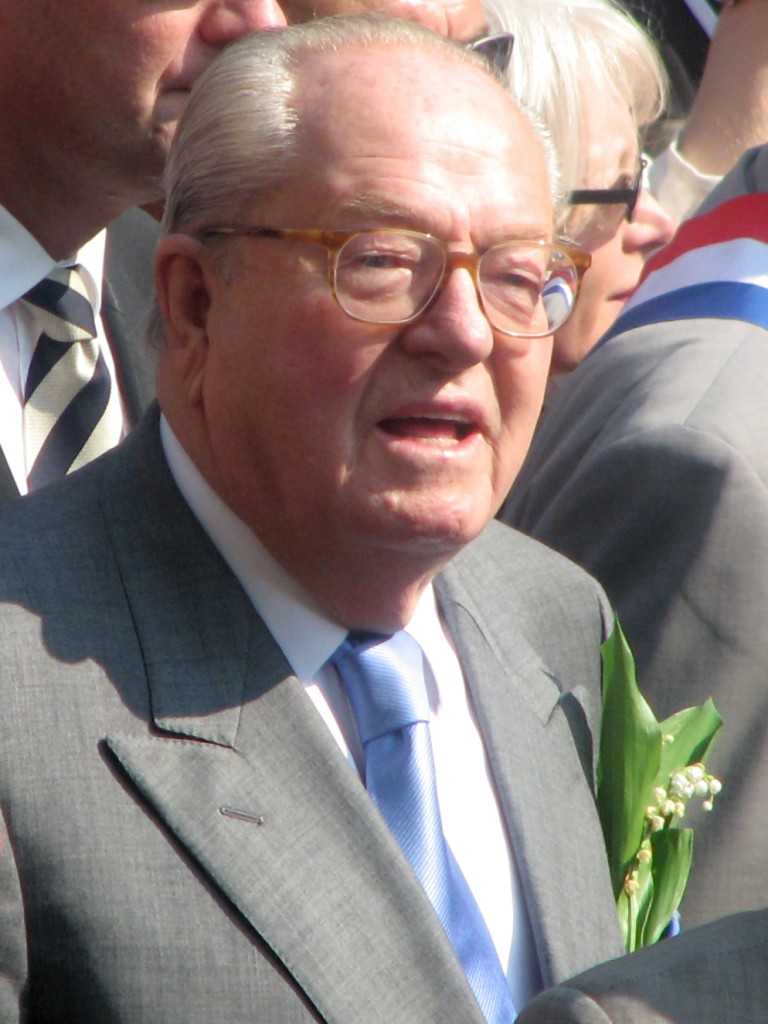
La présence de Jean-Marie Le Pen au second tour de l'élection de 2002 provoqua un véritable choc.

L'élection présidentielle française de 2002, mettant en lice seize candidats (nombre record favorisant un éparpillement des votes), voit l'accession au second tour du candidat Jean-Marie Le Pen (16,86 % des suffrages exprimés), président du FN, et l'élimination du Premier ministre socialiste sortant, Lionel Jospin, placé juste derrière (16,18 % des suffrages exprimés) ; le Président de la République sortant, Jacques Chirac, arrive premier avec 19,88 % des suffrages exprimés, le candidat centriste François Bayrou recueillant 6,84 % des voix,.

### Une véritable surprise
Cet événement provoque un véritable « séisme » politique en France, les sondages n'ayant jamais prévu ni même laissé entrevoir un tel résultat, Jospin ne l'ayant jamais envisagé ; lors de son interview avec John Paul Lepers le 17 avril pour Le Vrai Journal, le candidat déclara sur l'hypothèse de son élimination : « J'ai une imagination normale, mais tempérée par la raison […] Ça me paraît assez peu vraisemblable »,. C'est la première fois depuis l'élection du président au suffrage universel qu'un candidat d'extrême droite se qualifie pour le second tour. De même, c'est la première fois que la gauche est éliminée dès le premier tour depuis 1969.

### Réactions

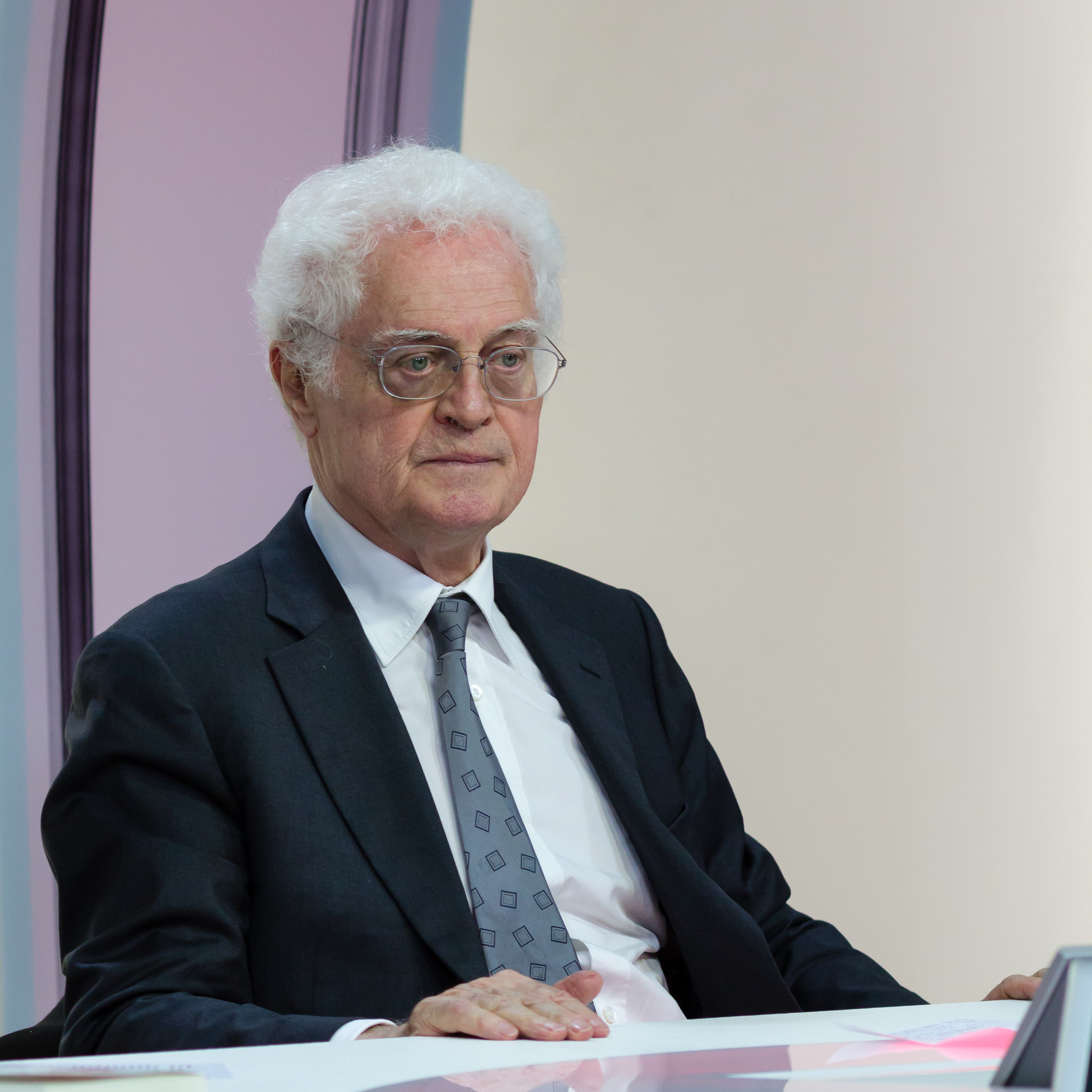
Ce second tour est aussi terrible pour la gauche française, et précipite le retrait de la vie politique du candidat socialiste Lionel Jospin.

Dès l'annonce des résultats, des manifestations débutent dans plusieurs grandes villes françaises. Elles se poursuivent pendant deux semaines. Elles atteignent leur apogée le 1er mai, traditionnellement jour de manifestation syndicale, qui s'est transformé en mobilisation  « anti-FN » rassemblant environ 1 500 000 personnes,, manifestant dans près de 400 cortèges à travers la France. Les principales forces politiques françaises de gauche comme de droite appellent à voter pour Jacques Chirac, représentant du RPR, à l'exception de Lutte ouvrière, parti mené par la candidate Arlette Laguiller (5,72 % des voix), qui recommande à ses électeurs de voter « blanc ou nul », et du Mouvement national républicain, conduit par le candidat Bruno Mégret (2,34 % des voix), qui appelle à voter pour Le Pen. Au second tour, Jacques Chirac est réélu avec plus de 82 % des suffrages, résultat considéré par certains comme singulier dans une démocratie moderne.
Selon Jean-Yves Camus, cette mobilisation morale et très peu politique s'estompe rapidement après le second tour.

### Conséquence
À l'élection présidentielle de 2007, par peur d'un nouveau « 21 Avril », de nombreux électeurs ont préféré voter « utile », c'est-à-dire pour le principal candidat de leur camp politique. En conséquence, les « petits candidats » ont tous réalisé des scores très faibles (inférieurs à 3 %) à l'exception d'Olivier Besancenot.
Cependant, pour les candidats des « grands partis », la logique du « vote utile » n'a pas fonctionné jusqu'au bout : tous les sondages depuis février 2007 donnaient Ségolène Royal perdante, dans l’hypothèse d’un duel Royal/Sarkozy au 2e tour ; François Bayrou avait, lui, des chances de l'emporter contre Nicolas Sarkozy.  Le vote en faveur du candidat centriste est donc devenu le vote utile des socialistes désireux d'empêcher l'élection de Nicolas Sarkozy. C'est pourtant Ségolène Royal qui est arrivée « inutilement » au 2e tour.

## Emploi de l'expression

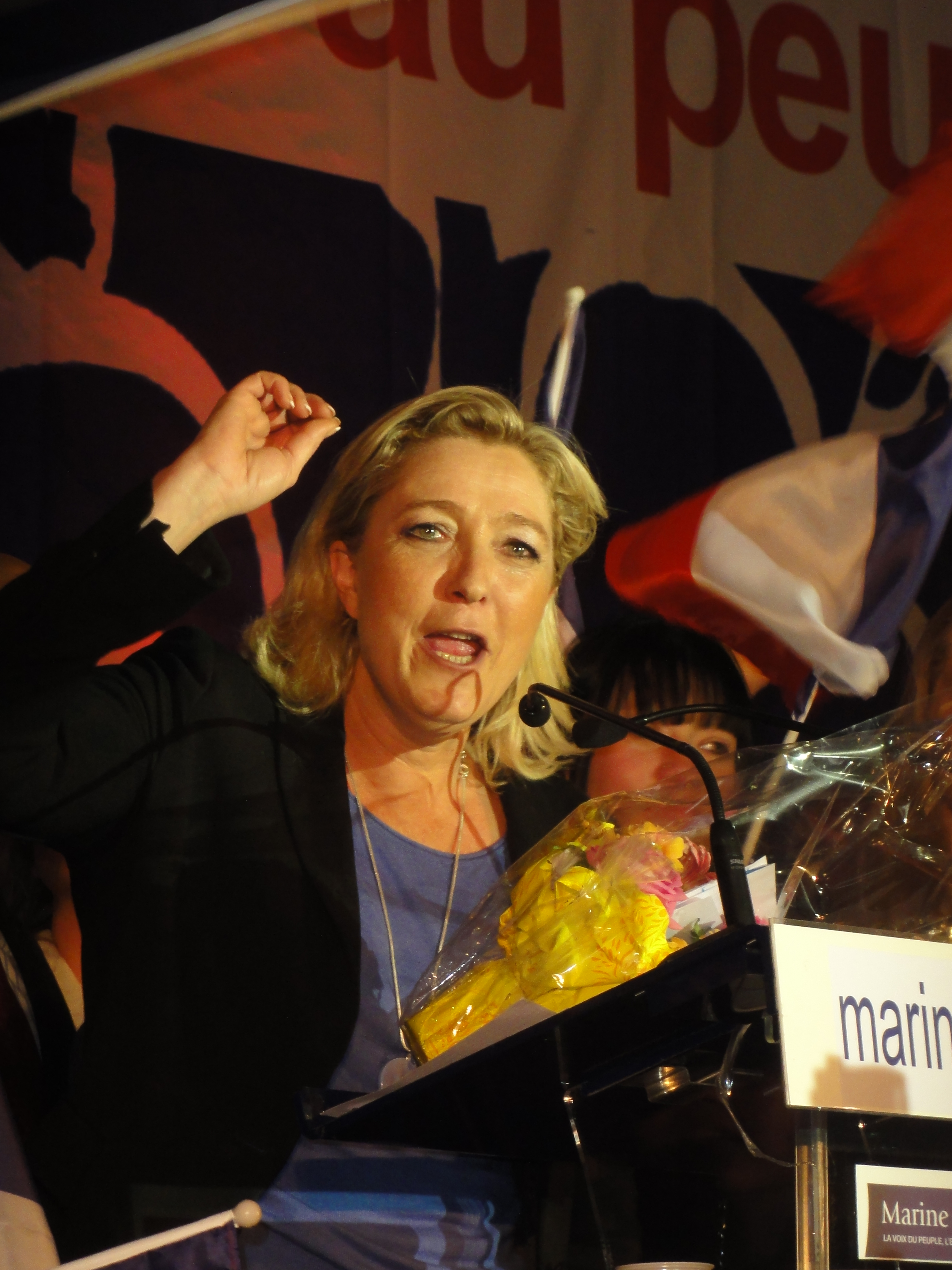
L'expression 21 Avril a pu signifier une possible victoire du nouveau leader de l'extrême droite, Marine Le Pen, à l'élection présidentielle.

En 2005, la victoire du « non » au référendum sur la constitution européenne fut qualifiée, par certains journalistes et hommes politiques, de « réplique du 21 Avril » ou de « 21 Avril bis ». Elle fut, en effet, elle aussi marquée par la défaite des deux grands partis de gouvernement — l'UMP et le PS — face au FN et à la gauche antilibérale notamment. Mais pour Pierre Tevanian, il s'agissait au contraire d'un « anti-21 Avril » pour trois raisons majeures : cette campagne était basée non pas sur l'insécurité mais contre le libéralisme ; la participation fut, contrairement à 2002 plutôt bonne pour ce type de scrutin ; enfin, les sondages prédisaient ce résultat.
L'expression « 21 Avril à l'envers » a été utilisée par François Fillon, après les élections régionales de 2004, lorsque la gauche remporta vingt des vingt-deux régions métropolitaines. Six ans plus tard, les socialistes et leurs alliés gagnèrent vingt-et-une des vingt-deux régions, ce qui fit dire au sénateur UMP Josselin de Rohan : « Ce n'est pas un 21 Avril à l'envers, c'est un 11 Septembre ».
Début mars 2011, un sondage Harris Interactive plaça Marine Le Pen (fille de Jean-Marie Le Pen et nouvelle présidente du FN) en tête des intentions de vote pour le premier tour de l'élection présidentielle française de 2012 à 24 %, devant Dominique Strauss-Kahn (PS) à 23 %, le Président sortant (UMP) Nicolas Sarkozy, étant, avec 20 %, éliminé dès le premier tour. D'autres sondages, à la fin du mois, placèrent à nouveau Nicolas Sarkozy en troisième position derrière Dominique Strauss-Kahn et Marine Le Pen. 

Depuis, l'expression « 21 avril à l'envers » est souvent employée par les médias ou les hommes politiques pour évoquer un hypothétique duel entre le candidat socialiste et Marine Le Pen au second tour,.
Le résultat des élections européennes de 2014, qui voit le FN arriver en tête, est largement rapproché du 21 avril dans la presse française : le journaliste Alexis Brézet l'analyse comme « un 21 Avril européen » ; son confrère Luc Bronner estime que le 25 mai 2014 (date de l'élection) « est plus grave que le 21 Avril » ; le politologue Gérard Grunberg juge également que le résultat est « pire que le 21 Avril ».
Lors de l'élection présidentielle de 2017, le député Jean-François Copé déclare que « la droite vient de vivre son 21 Avril », après la qualification d'Emmanuel Macron (En marche !) et Marine Le Pen (Front national) au second tour[réf. nécessaire].
L'expression a également été employée pour décrire la percée du parti de l'extrême droite allemande l'Alternative pour l'Allemagne lors des Élections fédérales allemandes de 2017